# Маргарита Генчева (политик)
Вижте пояснителната страница за други значения на Маргарита Генчева.
Маргарита Атанасова Генчева е българска юристка и политик от партия „Възраждане“. Народен представител в XLVIII народно събрание.

## Биография
Маргарита Генчева е родена на 13 април 1964 г. в село Окорш (Силистренско), Народна република България. Завършва специалност „Право“ в Софийския университет „Св. Климент Охридски“. Работи 20 години като юрисконсулт. Главен юрисконсулт и административен директор на Селскостопанската академия в София.
През април 1994 г. започва работа в „Минералбанк“. След това работи в „Тексимбанк“, „Балканбанк“ и Международната банка за инвестиции и развитие. От март 2002 до април 2004 г. работи в „Демирбанк“, от април 2004 г. ръководи отдел правен на „Банка Запад-Изток“ АД.

## Политическа дейност

### Парламентарни избори през 2022 г.
На парламентарните избори през 2022 г. е кандидат за народен представител от листата на партия „Възраждане“, водач в 20 МИР Силистра. Избрана е за народен представител от 23 МИР София.